# 前史雄
前 史雄（まえ ふみお、1940年（昭和15年）8月15日 - ）は、漆芸家。石川県輪島市出身。沈金の重要無形文化財保持者（人間国宝）。
独自に沈金刀を研究し、多様な彫刻技法で知られる。石川県立輪島漆芸技術研修所所長。

## 略歴
- 金沢美術工芸大学で、日本画を専攻。
- 1964年（昭和39年）以降、養父である前大峰に師事し沈金技術を習得。
- 1973年（昭和48年）、第20回日本伝統工芸展で「沈金稲穂に雀色紙箱」が文部大臣賞。
- 1977年（昭和52年）、養父、大峰が死去。
- 1992年（平成4年）、第39回日本伝統工芸展で「沈金漆箱「篁」」が日本工芸会総裁賞。
- 1997年（平成9年）、第44回日本伝統工芸展で「沈金漆箱「十六夜」」が日本工芸会保持者賞。
- 1999年（平成11年）6月21日、重要無形文化財「沈金」保持者認定[1]。
- 石川県立輪島漆芸技術研修所で後進を指導。
- 2001年（平成13年）、紫綬褒章[2]。